# Patrick Mayo
Patrick Mayo (Port Elizabeth, 15 de maio de 1973) é um ex-futebolista profissional sul-africano que atuava como atacante.

## Carreira
Patrick Mayo representou o elenco da Seleção Sul-Africana de Futebol no Campeonato Africano das Nações de 2004.